# Cristelo (Barcelos)
Cristelo is een plaats (freguesia) in de Portugese gemeente Barcelos en telt 1 917 inwoners (2001).